# Polpharma
Polpharma — польська фармацевтична компанія, що базується в місті Старогард-Ґданський. Виробник препаратів, які використовуються в кардіології, гастроентерології та неврології. Також виробляє популярні препарати, що відпускаються без рецепта (OTC).

## Історія
Компанія була заснована у 1935 році як Хіміко-фармацевтичний завод Polpharma. Пізніше, під час Другої світової війни, завод був серйозно пошкоджений. У 1945-1949 роках зруйнований завод заново перебудований. У 1951 році компанія була перейменована в Старогардський фармацевтичний завод. У 1959 році вона увійшла до складу федерації фармацевтичної промисловості «Польфа». 1 грудня 1995 року відновлено колишня назва компанії «Polpharma», разом з трансформацією компанії в Polpharma SA.
Компанія приватизована 20 липня 2000 року за участю польського капіталу. З тих пір основним акціонером є холдинг Спектра, що належить Єжи Стараку.